# Когда дует ветер
«Когда дует ветер» (англ. When the Wind Blows) — апокалиптический 34-страничный комикс (графический роман) английского писателя и иллюстратора Рэймонда Бриггса о пожилой британской супружеской паре, проживающей первые дни начавшейся ядерной войны. Впервые опубликованный в 1982 году, комикс получил большую известность и в 1986 году был экранизирован, причём саундтрек к анимационному фильму был написан известными британскими рок-музыкантами.

## Сюжет
Начало 1980-х годов, разгар Холодной войны. Пожилая пара Блоггсов, Джим и Хильда, живёт в провинции вдалеке от остальных соседей и новости узнаёт главным образом по телевизору и радио. Джим Блоггс также ездит читать газеты в публичную библиотеку. В один из дней, вернувшись утром из библиотеки, он сообщает жене, что международная обстановка накалилась и можно ожидать войны между СССР и США. В таком случае русские могут нанести превентивный ядерный удар и по союзникам Америки, в том числе по Британии. Однако в библиотеке Джим взял правительственный буклет о том, как вести себя в чрезвычайной ситуации в случае ядерной угрозы, и он намерен неукоснительно следовать правилам, изложенным в буклете.
В течение дня Джим и Хильда готовятся к возможному началу войны: сняв двери, Джим укрепляет их в одной из комнат под углом 60° к стене, делая специальный навес; он красит белой краской оконные стекла и достаёт бумажные мешки, в которые надо забраться при ядерном ударе. Хильда готовит запас продуктов и воды по списку. За работой пара обсуждает «прошлую войну», которая была сорок лет назад и которую они помнят, так как были тогда детьми. Они вспоминают авианалёты, лидеров стран-союзников (Черчилля, Рузвельта и Сталина) и победу в войне. Джим уверен, что новая война тоже не продлится долго, а завершится победой, хотя на этот раз русские уже не союзники Британии, а её враги. При этом Хильда частенько путает русских с «фрицами», считая, что именно они собираются напасть в этот раз.
Внезапно по радио передают срочное сообщение: по Британии выпущены ядерные ракеты, которые достигнут страны через три минуты. Супруги срочно забираются в своё убежище и переживают ядерный взрыв. Осмотрев квартиру после этого, они видят, что электричества и воды нет, радио не работает, вся трава вокруг пожелтела, а солнце едва видно в дымке. Воду они набирают во время дождя, не думая о том, что он радиоактивен. Джим уверен, что вот-вот придёт помощь и несколько раз сам собирается съездить проведать соседей, однако слабость не даёт ему это сделать. Через несколько дней у супругов кончается продовольствие. Хильда страдает от тошноты и рвоты, потом оба замечают у себя синеватые пятна на коже, а у Джима кровоточат дёсны. Джим находит всему этому объяснения, не связанные с лучевой болезнью, и пытается быть оптимистом. Хильда видит в туалете крысу, где-то далеко слышен лай собаки, однако Блоггсам не приходит в голову, что они единственные остались в живых в своей округе. В конце концов обессилевшие супруги залезают в бумажные мешки и ложатся под своим навесом, надеясь на помощь. Перед сном Джим читает молитву из Псалма 22, а после слов о долине смертной тени добавляет строку из стихотворения Теннисона «Атака лёгкой бригады» (англ. Into the valley of Death / Rode the six hundred, «в долину смертной тени въезжают шестьсот всадников»).

## Художественные особенности
Изобразительный стиль книги отличается от традиционных комиксов бо́льшим разнообразием: хотя обычно на странице располагается множество небольших рисунков (до двадцати), на некоторых одиночные иллюстрации занимают почти всю страницу, а изображение вспышки от ядерного взрыва занимает целый разворот. Меняется и общая цветовая гамма — от яркой в первой части книги до блёклой ближе к концу, когда природа утрачивает краски, а состояние героев стремительно ухудшается.
Герои книги Джим и Хильда уже появлялись до этого в одной из книг Бриггса «Джентльмен Джим» (англ. Gentleman Jim, 1980). Сам автор в интервью признался, что образы супругов во многом напоминают его родителей, хотя они и «преувеличенно просты», проявляя сочетание невинности и невежества. Джим и Хильда появляются также в одном из эпизодов мультфильма «Дед Мороз» (сцена, когда Дед Мороз приезжает в Шотландию и заходит в многолюдный паб).